# Trogus lapidator
Espèce
Trogus lapidator est une espèce d'insectes hyménoptères qui parasite les chenilles et les chrysalides du papillon Machaon (Papilio machaon). Cet insecte fréquente surtout les centaurées.

## Liste des sous-espèces
Selon BioLib (22 octobre 2020) :
- sous-espèce Trogus lapidator coerulator (Fabricius, 1804)
- sous-espèce Trogus lapidator lapidator (Fabricius, 1787)